# Oncidium ariasii
Oncidium ariasii är en orkidéart som beskrevs av Willibald Königer. Oncidium ariasii ingår i släktet Oncidium och familjen orkidéer. Inga underarter finns listade i Catalogue of Life.